# Marie-Lætitia Bonaparte-Wyse

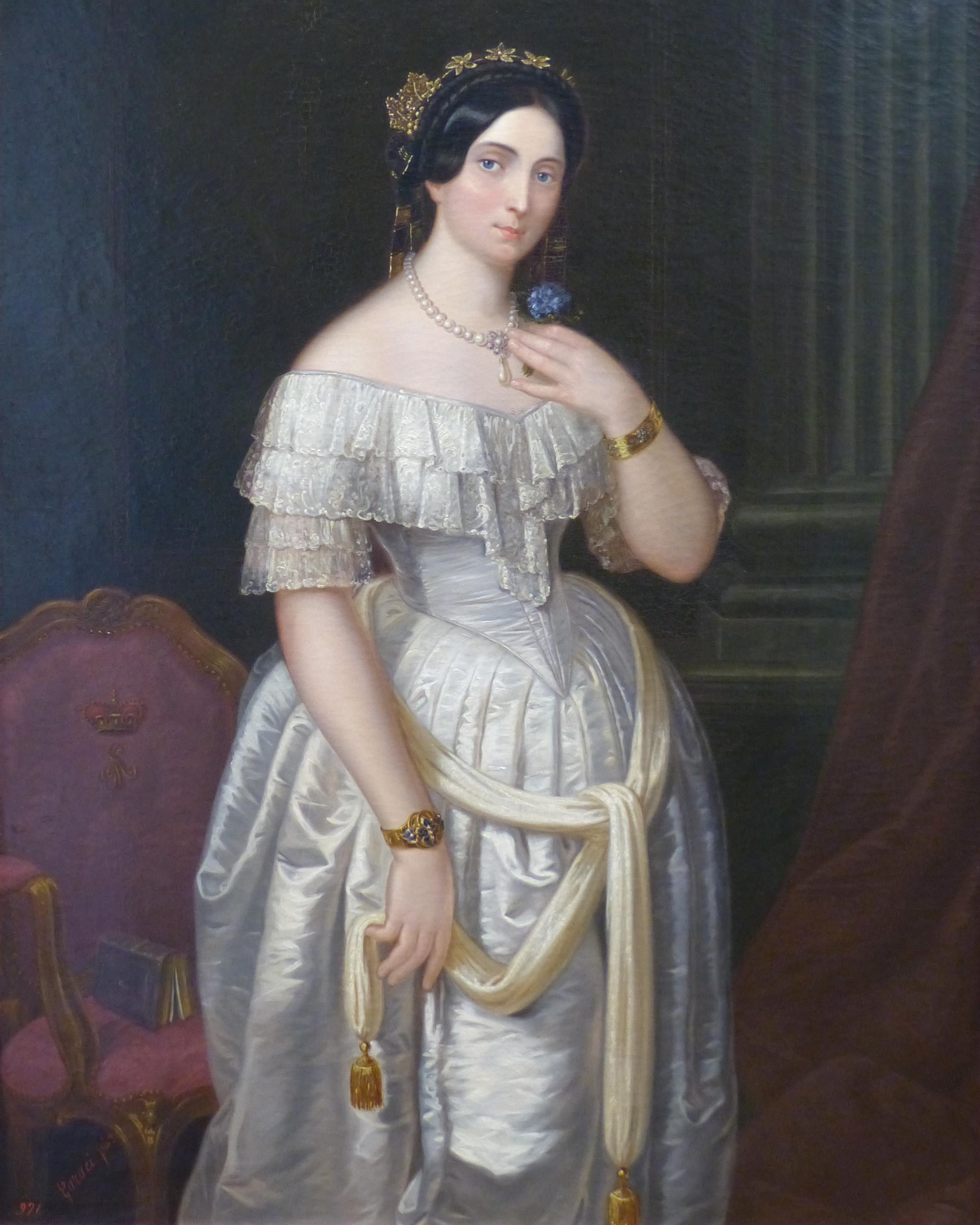
Marie-Lætitia Bonaparte-Wyse

Marie-Lætitia Bonaparte-Wyse, genannt Marie de Solms (auch Marie Studolmine Rattazzi; * 25. April 1831 in Waterford, Irland; † 6. Februar 1902 in Paris), war eine französische Schriftstellerin.

## Leben und Werk
Marie-Lætitia Bonaparte-Wyse war eine Tochter der Prinzessin Lætitia Bonaparte (1804–1871) und damit mütterlicherseits eine Enkelin von Lucien Bonaparte. Lætitia Bonaparte war mit dem irischen Politiker Sir Thomas Wyse († 1862 als britischer Gesandter in Athen) verheiratet, trennte sich aber von ihm einige Jahre vor der Geburt ihrer Tochter Marie-Lætitia, so dass deren wahrer Vater ein Geliebter ihrer Mutter, der britische Armeeoffizier Captain Studholme John Hodgson (1803–1890), war.
Marie-Lætitia bildete sich in Paris zur Lehrerin aus und heiratete im Dezember 1848 einen reichen Elsässer, Frédéric Joseph de Solms (1815–1863), der sie aber bald verließ. Daraufhin führte sie als äußerst attraktive Frau ein ungebundenes Leben und eröffnete in Paris einen literarischen Salon, in dem Victor Hugo, Eugène Sue, François Ponsard und andere bedeutende Schriftsteller verkehrten. 1852 wurde sie auf Befehl des mit ihr verwandten Kaisers Napoleon III. aus Paris ausgewiesen und siedelte nach Aix-les-Bains in Savoyen über. Dort stiftete sie in ihrem Chalet de Solms einen neuen literarischen Salon und unterhielt zwischen 1853 und 1857 ein als skandalös betrachtetes intimes Verhältnis mit Eugène Sue. Der Umgang mit vielen Literaten führte sie auch dazu, selbst schriftstellerisch tätig zu werden. Nach der Annexion Savoyens durch Frankreich 1860 kehrte sie nach Paris zurück und spielte in den damaligen literarischen und gesellschaftlichen Ereignissen eine bedeutende Rolle.
Kurz nach dem Tod ihres Gatten Solms verheiratete Marie-Lætitia sich 1863 in Turin mit dem italienischen Staatsmann Urbano Rattazzi, den sie auf ihren Reisen kennengelernt hatte. Allein und mit anderen gab sie Zeitungen heraus und schrieb ihre Emanzipationslust verratende Romane, so insbesondere Les mariages de la Créole (1864), der in Paris konfisziert wurde. Sie musste wegen dieses Werks 1865 erneut ihre Heimat verlassen; es erschien dann in Brüssel unter dem Titel La chanteuse (3. Auflage 1882). An weiteren Romanen verfasste sie damals u. a. La réputation d’une femme (1861), Mademoiselle Million (1863), Les débuts de la forgeronne (1866), La Mexicaine (1866) und Le piège aux Maris (1867). Ferner schrieb sie Bühnenstücke und verwickelte wegen des Romans Bicheville ou le chemin du Paradis (1867), in dem sie die florentinische Gesellschaft an den Pranger stellte, ihren Gatten in eine schlimme Duellgeschichte. Eine Art Autobiographie enthalten ihre Bücher Rêve d’une ambitieuse (2 Bde., 1868) und Florence; portraits, chroniques, confidences (1870). Teilweise autobiographisch ist auch Si j’étais reine (1868). Nach dem Tod ihres zweiten Gemahls im Juni 1873 veröffentlichte sie seine Biographie: Rattazzi et son temps (2 Bde., 1881–87), der sich später das Werk Urbain Rattazzi,  par un témoin des dix dernières années de sa vie (1902) anschloss.
Fortan lebte Marie-Lætitia in Paris und ging 1877 eine dritte Ehe ein mit dem spanischen Ministerialrat Don Luis de Rute y Ginez (1844–1889). Nun veröffentlichte sie u. a. die Dichtungen Cara patria; échos italiens (1873) und L’ombre de la mort (1875) sowie die Reisebilder L’Espagne moderne (1879) und Le Portugal à vol d'oiseau (1879). Schon in Aix hatte sie 1858–60 die politisch-literarische Zeitschrift Les Matinées d’Aix-les-Bains herausgegeben. In Paris ließ sie von 1886 an unter dem Pseudonym Baron de Stock die Zeitschrift Les Matinées Espagnoles folgen, aus denen die Revue internationale hervorging. Von ihren letzten Werken sind noch das Drama L’Aventurière des colonies (1885) sowie die Romane La belle Juive, épisode du siège de Jerusalem (1882) und Énigme sans clef (1894) zu erwähnen.
1889 wurde Marie-Lætitia zum dritten Mal Witwe und verkaufte  1894 ihr Chalet de Solms an Marius Sammarcelli, einen Kasinobesitzer in Aix-les-Bains. Sie starb 1902 in Paris im Alter von 70 Jahren.